# Krept x Konan
Krept x Konan (accreditato precedentemente come Krept & Konan) è un duo musicale britannico formatosi nel 2009. È costituito dai musicisti Casyo Valentine "Krept" Johnson e Karl Dominic "Konan" Wilson.

## Storia del gruppo
Krept & Konan sono saliti alla ribalta con i mixtape Young Kingz (2013), 7 Days e 7 Nights (2017), tutti e tre classificatisi nella top twenty della Official Albums Chart.
L'album in studio d'esordio The Long Way Home (2015) ha prodotto il brano Freak of the Week, certificato platino e primo ingresso in top ten del duo nella Official Singles Chart; il disco ha finito per raggiungere la 2ª posizione della graduatoria LP. Revenge Is Sweet (2019), invece, si è posto in 5ª posizione. Entrambi i dischi sono stati certificati argento dalla British Phonographic Industry per aver venduto 60 000 unità equivalenti ciascuno. A supporto del secondo disco, il duo ha imbarcato una tournée a livello nazionale e in Irlanda.

## Formazione
- Casyo Valentine "Krept" Johnson – voce
- Karl Dominic "Konan" Wilson – voce

## Discografia

### Album in studio
- 2015 – The Long Way Home
- 2019 – Revenge Is Sweet

### EP
- 2021 – No More Social Distancing

### Mixtape
- 2013 – Young Kingz
- 2017 – 7 Days
- 2017 – 7 Nights
- 2025 – Young Kingz II

### Singoli
- 2011 – Play Dirty
- 2014 – Don't Waste My Time
- 2015 – Freak of the Week (feat. Jeremih)
- 2017 – For Me
- 2017 – Wo Wo Wo
- 2018 – Crepes and Cones (Ya Dun Know) (feat. MoStack)
- 2018 – Pour Me Another On (feat. Tabitha)
- 2019 – Last Letter to Cadet
- 2019 – Ban Drill
- 2019 – I Spy (feat. Headie One & K-Trap)
- 2019 – G Love (con Wizkid)
- 2019 – Tell Me (con i D-Block Europe e Ling Hussle)
- 2021 – Olé (We Are England) (con S1lva, M1llionz e Morrison)
- 2022 – Big Budz No Dust (con Noizy e Capo Plaza)
- 2023 – Dat Way (con Abra Cadabra)
- 2024 – New Snap City (con Chip)
- 2024 – Smooth Lovin (con Popcaan)
- 2025 – Low Vibrations
- 2025 – Kilimanjaro